# Mallinatha
Māllīnātha (en prácrito Mālliṇāha) fue el decimonoveno tīrthaṅkara del jainismo. Los Tirthankara "constructores de vados" son aquellos seres que han logrado la iluminación. Según las escrituras jainas nació en Mithila dentro de la Dinastía iksuakú como una princesa. Vivió, según las escrituras jainas, 55.000 años, de los que 54.900 menos seis días los pasó en un estado de omnisciencia, el Kevala jñana. Para los jainistas logró librarse de todo su karma y convertirse en un ser liberado (Siddha).

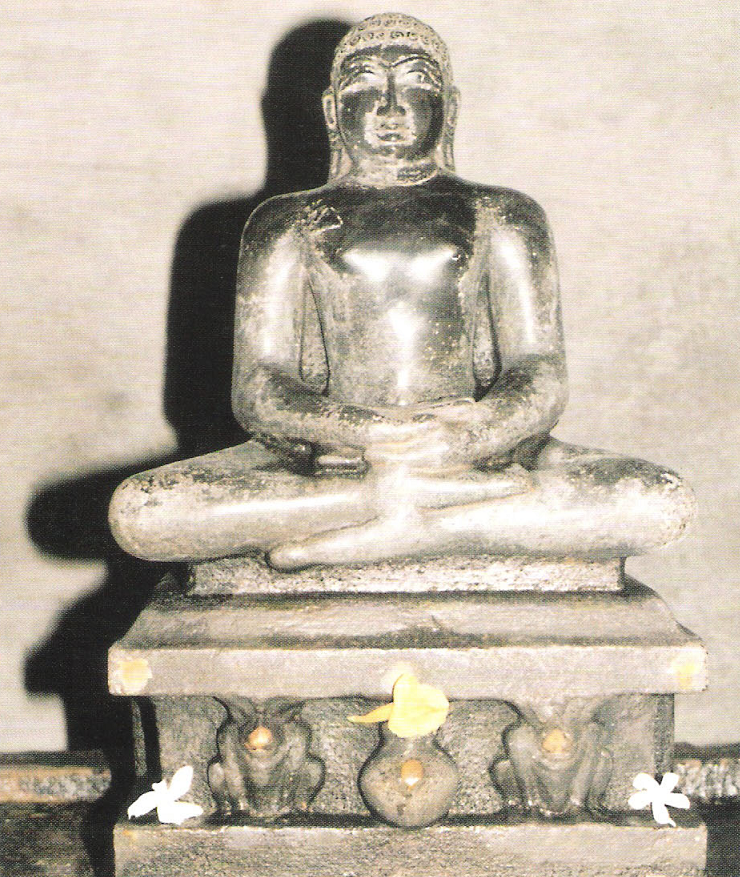
Escultura de Mallinatha

## Historia
Una de las principales corrientes dentro del jainismo, los svetambaras, mantienen que Mallinatha fue una mujer, mientras que otra de las escuelas, los digambaras afirman que, igual que el resto de tirthankaras fue un hombre. La explicación para su condición de mujer, según los svetambaras, parte de su existencia anterior. En ella fue el rey Vaisramana que decidió abandonar las riquezas, abrazar el jainismo y dedicarse a la vida mendicante y ascética. Junto a un grupo de amigos decidió practicar el ayuno, en principio todos con la misma intensidad, pero se excedió en secreto y falleció. El ayuno en el jainismo conlleva un valioso karma con el que nacería después Mallinatha pero debió cargar también con el karma femenino por no haber cumplido con el pacto realizado con sus amigos.
Mallinatha fue una princesa bella que atrajo a poderosos pretendientes a los que convenció también para adoptar la senda de la renuncia jainista.
Obtuvo el moksa en Shikharji, lugar que en la actualidad es uno de los más importantes tirthas, centros de peregrinación para los jainas.

## Importancia
Una de las grandes diferencias entre digambaras y svetambaras reside precisamente en la posibilidad de alcanzar la liberación para las mujeres. Por ello, la figura de Mallinatha resulta de gran importancia dentro de la doctrina svetambara que defiende que pueden lograr esta liberación.
Igualmente, en la sociedad patriarcal india, Mallinatha es un referente para defender la posibilidad de las mujeres de lograr las mismas metas que los hombres.

## Nota
1. ↑  Pániker, Agustín. El Jainismo. Kairós. p. 196. ISBN 9788499880464.